# Atterraggio d'emergenza (film)
Atterraggio d'emergenza (Crash Landing) è un film d'azione statunitense del 2005 diretto da Jim Wynorski.

## Trama
Il maggiore John Masters, pilota d'aerei, viene incaricato di scortare la figlia di un magnate nel suo viaggio in aereo verso l'Australia. L'aereo viene dirottato da un gruppo di terroristi che prenderanno il comando costringendo Masters a darsi all'azione per evitare uno schianto sicuro.
Dopo aver neutralizzato i terroristi, Masters riesce a pilotare l'aereo (rimasto quasi a secco di carburante) fino a farlo atterrare sulla pista di un piccolo atollo.

## Produzione
Il film fu prodotto da Avrio Filmworks e diretto da Jim Wynorski a settembre 2004. Antonio Sabàto Jr. interpreta il maggiore John Masters; Michael Paré interpreta il capitano Williams.

## Distribuzione
Il film fu distribuito negli Stati Uniti nel 2006 da Echo Bridge Home Entertainment per l'home video e da Cinetel Films a livello mondiale.
Alcune delle uscite internazionali sono state:
- in Spagna il 3 luglio 2005 (Aterrizaje forzoso, in prima TV)
- in Giappone il 7 ottobre 2005 (in DVD)
- in Ungheria il 15 novembre 2005 (Veszély az óceán felett, in prima TV)
- negli Stati Uniti il 11 luglio 2006 (Crash Landing, in DVD)
- in Francia il 10 marzo 2007 (Panique en altitude, in prima TV)
- in Argentina il 6 febbraio 2010 (Aterrizaje forzoso, in prima TV)
- in Italia (Atterraggio d'emergenza)
- in Grecia (Moiraia proskrousi)

## Promozione
Le tagline sono:
- "A deadly standoff at 30,000 feet...".
- "An Explosive Action-Thriller with the Edge-of-Your-Seat Intensity of Air Force One".
- "when a billionaire's daughter is kidnapped, a hijacked 747 becomes a deadly battle zone.".